# 阿尔滕豪森
阿尔滕豪森是德国萨克森-安哈尔特州的一个市镇。总面积43.17平方公里，总人口1070人，其中男性533人，女性537人（2011年12月31日），人口密度25人/平方公里。